# 大学ブランド
大学ブランド（だいがくブランド）とは、日本の大学が自らの大学を多くの人に印象づけるために行っているブランディング活動を指す。

## 概要
もともと大学ブランドが重視されるようになったのは、日本の大学志願者数が大学の募集定員と同数になる「大学全入時代」を迎えるにあたって、大学自身のイメージ戦略が重要視されるようになったことが背景にある。
その後、国立大学が独立行政法人化されると、各大学の研究成果を製品化するなどして、独自ブランドの商品を開発・販売するケースが多くなった。
近年、大学が自分で開発した商品を「大学ブランド」と呼ぶことが多くなっている。

## 背景・実例
特定人物が、自身の責任において、「大学ブランド」なる概念の説明として、以下のような事例を、文献に基づき、一覧として挙げている、と明記しなければならない。

### 国公立大学
東京大学では、世界で初めて同学の分子細胞生物学研究所（現：東京大学定量生命科学研究所）が分離に成功したものの、第二次世界大戦中に消失したと考えられていた当時の黒麹菌が発見されたことから、瑞泉酒造と提携して「御酒」（うさき）という泡盛を販売した。
北海道大学では、きのとやと連携して学校名に因んだ「札幌農学校」というクッキー、大金ハムと連携して校歌に因んだ「永遠の幸」というハム、初代教頭ウィリアム・スミス・クラークに因んで「クラーク博士の珈琲」などを販売し、加えて台風で倒壊したポプラ並木の倒木を利用したオルゴールなども販売した。
京都大学では、早稲田大学と共同開発した、古代エジプト小麦使用のビール「ホワイトナイル」シリーズ（製造は黄桜が担当）や、第24代目尾池和夫総長がレシピをプロデュースした「総長カレー」（当初は学内食堂のメニューとして登場、後にレシピを再現したレトルトカレーも発売）を販売している。
神戸大学では、農学研究科附属食資源教育研究センターで飼育した但馬牛を「神戸大学ビーフ」として出荷し東京日本橋三越等で販売する他、「神大のなし」「神大のぶどう」を大丸神戸店で販売している。また農学研究科と兵庫県農林水産技術総合センターの共同研究の成果として育種した酒米「杜氏の夢」を原料とした「神戸の香」という純米大吟醸酒を、地元の酒蔵富久錦で醸造し、大学ブランドとして販売している。
九州大学では、地元のNPO法人などと製造した「九州大吟醸」という清酒や、「いも九」という芋焼酎や芋餡入りパイ菓子などを販売している。さらには、牧草を中心とした飼料で飼育させた肉牛「Qビーフ」の本格的な事業化を進めている。

### 私立大学
近畿大学が世界で初めて完全養殖に成功したクロマグロを「近大マグロ」として販売している（関連会社アーマリン近大の扱い）。また、近大マグロをはじめとする養殖魚を専門に扱う料理店「近大卒の魚と紀州の恵み　近畿大学水産研究所」も展開している（2013年4月に大阪店、同年12月に（東京）銀座店が開業した）。
早稲田大学は、2002年にアディダスジャパンと提携して、大学ブランドのカジュアルウェアや、ラグビー部のレプリカジャージ、野球部のユニフォーム型Tシャツや野球帽などを販売しており、その収入の一部が体育会各部等の活動支援に当てられている。2016年からは、提携先をアシックスジャパンに変更の上、競走部の駅伝Tシャツや、ア式蹴球部（サッカー部）のゲームシャツなど、取扱いグッズが拡大された。
明治学院大学では、アートディレクターの佐藤可士和のプロデュースによる「ブランディングプロジェクト」が行なわれ、チャペルのステンドグラスなどで古くから学生などに親しまれてきた黄色を用いて、構内の各種施設から大学グッズまで、統一されたデザインを展開している。

## その他
2009年度より、紀伊國屋書店の各店にて、全国の各大学の大学ブランド商品を展示・即売するイベント「学市学座（がくいちがくざ）」が開催されている。
他に全国各地の百貨店の催事や、見本市などでも、大学ブランド商品が取り上げられるイベントが開催されることがある。
- 大学と紀伊國屋書店の共催イベント「学市学座」